# Sydhwanghae
Syd-Hwanghae (Hwanghae-namdo) er en provins i Nordkorea. Den blev etableret i 1954 da den tidligere Hwanghae-provinsen blev todelt i en nordlig og en sydlig del. Regionshovedstaden er Haeju.

## Administrativ inddeling
Regionen er delt ind i en by («si») og 19 amter («kun»).
| - Haeju-si (해주시; 海州市) | - Anak-kun (안악군; 安岳郡) - Chaeryŏng-kun (재령군; 載寧郡) - Changyŏn-kun (장연군; 長淵郡) - Ch'ŏngdan-kun (청단군; 靑丹郡) - Kangry'ŏng-kun (강령군; 康翎郡) - Kwail-kun (과일군) - Ongjin-kun (옹진군; 甕津郡) - Paekch'ŏn-kun (백천군; 白川郡) - +Pongch'ŏn-kun (봉천군; 峰泉郡) | - Pyŏksŏng-kun (벽성군; 碧城郡) - Ryongyŏn-kun (룡연군; 龍淵郡) - Samch'ŏn-kun (삼천군; 三泉郡) - Sinch'ŏn-kun (신천군; 信川郡) - Sinwŏn-kun (신원군; 新院郡) - Songhwa-kun (송화군; 松禾郡) - T'aet'an-kun (태탄군; 苔灘郡) - Ŭnryul-kun (은률군; 殷栗郡) - Ŭnch'ŏn-kun (은천군; 銀泉郡) - Yŏnan-kun (연안군; 延安郡) |

## Notater
1. ↑  Korean Central Bureau of Statistics: 2008 Population Census (Folketelling 2008, publisert i 2009)